# Nicolae Mandrîcenco
Nicolae Mandrîcenco (în ucraineană Микола Іванович Мандриченко, transliterat: Mîkola Ivanovîci Mandrîcenko, în rusă Николай Иванович Мандриченко, transliterat: Nikolai Ivanovici Mandrîcenko; n. 12 martie 1958) este un antrenor de fotbal din Republica Moldova și fost fotbalist sovietic ucrainean. Din august 2014 antrenează clubul FC Dinamo-Auto Tiraspol și totodată este antrenor al naționalei Moldovei la fotbal pe plajă.
Deține licență PRO UEFA de antrenor.
Are doi fii, care la fel sunt fotbaliști: Constantin și Dmitri.